# Jamkówka kurczliwa

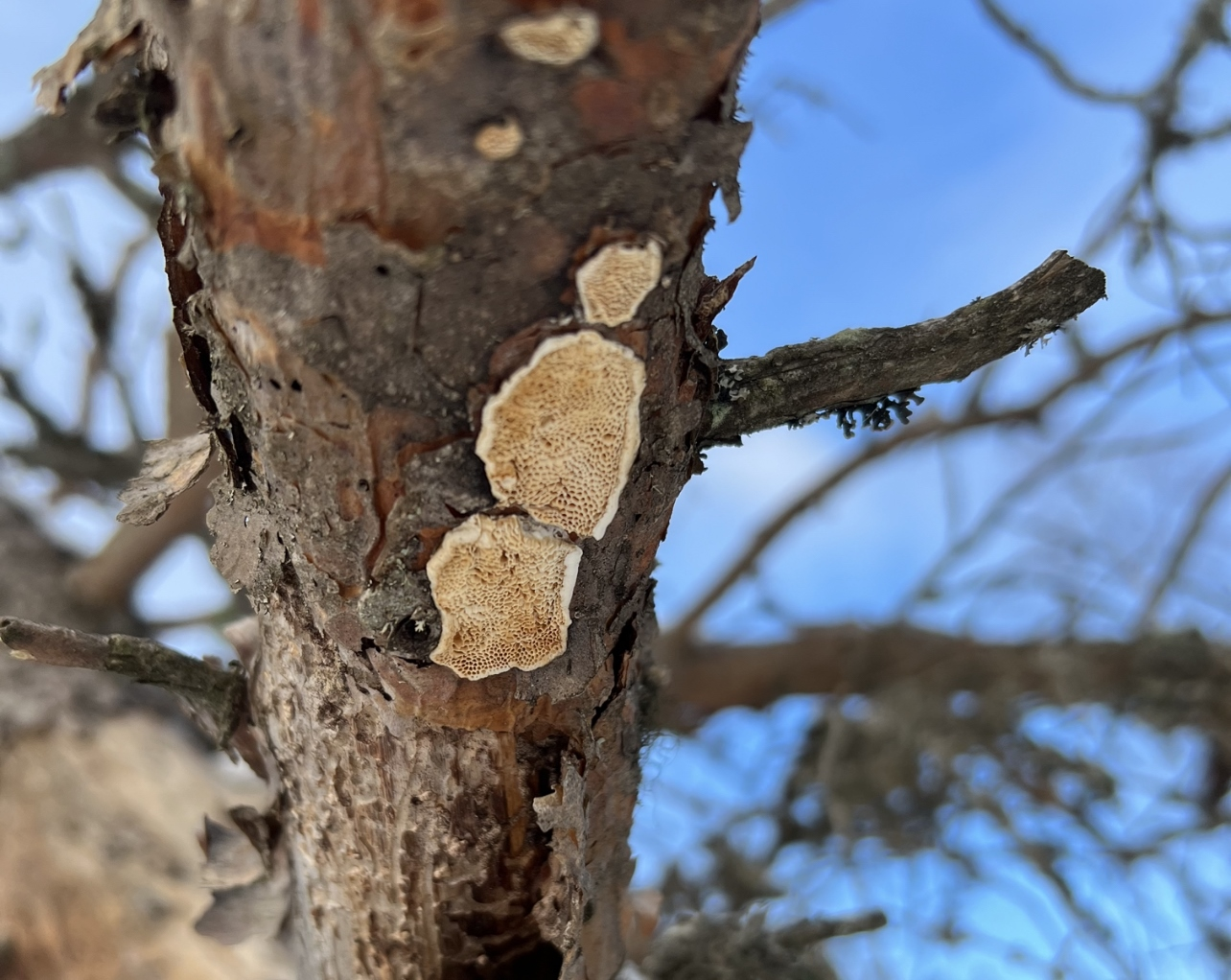

Jamkówka kurczliwa (Fomitopsis ramentacea  (Berk. & Broome) V. Spirin & J. Vlasák) – gatunek grzybów z rodziny pniarkowatych (Fomitopsidaceae).

## Systematyka i nazewnictwo
Pozycja w klasyfikacji: Antrodia, Fomitopsidaceae, Polyporales, Incertae sedis, Agaricomycetes, Agaricomycotina, Basidiomycota, Fungi.
Po raz pierwszy opisali go w 1879 r. Miles Joseph Berkeley i Christopher Edmund Broome, nadając mu nazwę Polyporus ramentaceus. W 2024 r. V. Spirin i J. Vlasák przenieśli go do rodzaju Fomitopsis (pniarek). Ma jeszcze kilkanaście innych synonimów. Niektóre z nich:
- Bjerkandera ramentacea (Berk. & Broome) Teixeira 1992
- Cartilosoma ramentaceum (Berk. & Broome) Teixeira 1986
- Cartilosoma subsinuosum (Bres.) Kotl. & Pouzar 1958
- Coriolellus ramentaceus (Berk. & Broome) Domański 1971

Stanisław Domański w 1965 r. podał polską nazwę chrząstnik kurczliwy, Władysław Wojewoda w 2003 r. uznał ją za nieodpowiednią i zarekomendował nazwę jamkówka kurczliwa. Obydwie są niespójne z aktualną nazwą naukową

## Morfologia
Bazydiokarp
Grzyb kortycjoidalny o jednorocznym, rozpostartym owocniku do 4 mm grubości, zwykle małym i zaokrąglonym, przyrośniętym, twardym. Brzeg wąski, biały i kłaczkowaty, u starych i suchych okazów często podwinięty. Powierzchnia porów początkowo biała, potem płowożółta do słomkowej lub nierównomiernie żywiczno-brązowa. Pory kanciaste, u małych okazów 1–2 na mm, o szerokości 1–2 mm u starszych okazów. Subikulum białe i twarde, o grubości 1 mm, warstwa rurek o grubości do 4 mm grubości, tej samej barwy co kontekst, żywiczna, u starych okazów krucha. Owocnik ma gorzki smak.
Cechy mikroskopowe
System strzępkowy dimityczny. Strzępki generatywne liczne, bezbarwne, ze sprzążkami, cienkie do grubościennych, częściowo lekko żelatynizowane w KOH, umiarkowanie lub rozgałęzione, o średnicy 2,5–5 µm. Strzępki szkieletowe pełne lub grubościenne, proste, niepodzielone, powszechne w subikulum, rozproszone w tramie, o średnicy do 6 µm. Cystydy brak, ale liczne są wrzecionowate, bezbarwne, cienkościenne cystydiole o wymiarach 15–25 × 4–5 µm, zwłaszcza w niedojrzałym hymenium. Podstawki 30–40 × 8–10 µm, maczugowate, z 4 sterygmami i sprzążkami bazalnymi. Bazydiospory 9–11 × 4,5–5 µm, cylindryczne do wąskoelipsoidalnych, bezbarwne, cienkościenne, gładkie, w odczynniku Melzera nieamyloidalne.

## Występowanie i siedlisko
Występuje w Europie, Azji i Ameryce Północnej. W Polsce do 2003 r. podano stanowiska w Choczewie, Puszczy Białowieskiej i Międzyrzeczu Podlaskim, w późniejszych latach podano następne. Najbardziej aktualne stanowiska podaje internetowy atlas grzybów. Znajduje się w nim na liście gatunków zagrożonych i wartych objęcia ochroną.
Nadrzewny grzyb saprotroficzny. Rośnie na martwym drewnie drzew iglastych, najczęściej sosnowym, rzadziej świerkowym, w Portugalii podano jego występowanie także na cyprysach. Powoduje intensywną brunatną zgniliznę martwych drzew iglastych.